# دمکرات‌های جنوبی
دموکرات‌های جنوبی اعضای حزب دموکرات ایالات متحده هستند که در جنوب ایالات متحده ساکن هستند.
در قرن نوزدهم، دموکرات‌های جنوبی افرادی در جنوب بودند که به دموکراسی جکسونی اعتقاد داشتند. در قرن ۱۹، آنها از برده داری در ایالات متحده دفاع کردند و گسترش آن را به سوی غرب در برابر مخالفان خاک آزاد شمالی ترویج کردند. انتخابات ریاست جمهوری ایالات متحده در سال ۱۸۶۰ انشعاب در حزب دموکرات را رسمیت بخشید و جنگ داخلی آمریکا را به وجود آورد. استیون داگلاس نامزد حزب دمکرات شمالی بود و جان سی برکنریج نماینده حزب دموکرات جنوبی بود. آبراهام لینکلن که مخالف برده داری بود، نامزد حزب جمهوری‌خواه بود. پس از پایان بازسازی در اواخر دهه ۱۸۷۰، به اصطلاح رستگاران تمام ایالت‌های جنوبی را کنترل کردند و سیاهان را از حق رای محروم کردند. «جنوب صلب» تقریباً تمام آرای الکترال خود را در انتخابات ریاست جمهوری به دموکرات‌ها داد. جمهوری خواهان به ندرت در خارج از برخی از مناطق کوهستانی آپالاچی و چند شهرستان شدیداً آلمانی-آمریکایی تگزاس در انتخابات‌ها پیروز می‌شدند.
انحصاری که حزب دموکرات بر بیشتر مناطق جنوبی در اختیار داشت برای اولین بار در سال ۱۹۴۸ نشانه‌های عمده‌ای از اضمحلال را نشان داد، زمانی که بسیاری از دموکرات‌های سفید جنوبی، ناراحت از سیاست‌های حذف جداسازی نژادی اعمال شده در دوران مدیریت دولت رئیس جمهور دموکرات هری ترومن، حزب دموکراتیک حقوق ایالات را ایجاد کردند. این حزب جدید که معمولاً به آن " دیکسیکرت " می‌گفتند، استروم تورموند فرماندار کارولینای جنوبی را برای ریاست جمهوری معرفی کرد. دیکسیکرت‌ها در بیشتر مناطق جنوب عمیق که در آنجاها گزینه ترومن روی برگه رای قرار نداشت، پیروز شدند. این حزب جدید پس از انتخابات سقوط کرد، در حالی که تورموند در دهه ۱۹۶۰ جمهوری‌خواه شد.
پرزیدنت لیندون بی جانسون، اگرچه خود یک دموکرات جنوبی بود، لایحه حقوق مدنی ۱۹۶۴ و لایحه حقوق رای ۱۹۶۵ را امضا کرد. این امر منجر به مخالفت شدید دموکرات‌های جنوبی و جمهوری خواهان جنوبی شد. پس از تصویب قانون حقوق مدنی، بسیاری از سفیدپوستان جنوبی عضویت خود را در سطح ملی به حزب جمهوری‌خواه تغییر دادند. بسیاری از محققان گفته‌اند که سفیدپوستان جنوبی به دلیل محافظه کاری نژادی به حزب جمهوری‌خواه تغییر حزب دادند. بسیاری همچنان به دموکرات‌ها در سطوح ایالتی و محلی، به ویژه قبل از انقلاب جمهوری‌خواه ۱۹۹۴ رای دادند.
بین سال‌های ۲۰۰۰ و ۲۰۱۰، جمهوری‌خواهان برتری قابل توجهی نسبت به دموکرات‌ها در اکثر ایالت‌های جنوبی به دست آوردند. در سال ۲۰۱۶ ، دونالد ترامپ، نامزد جمهوری‌خواه، اکثریت آرا را در شهرستان الیوت، کنتاکی به دست آورد، که اولین باری بود که این شهرستان به یک نامزد جمهوری‌خواه ریاست جمهوری رأی داد. در سال ۲۰۲۰، جو بایدن دموکرات در جرجیا پیروز شد، که اولین باری بود که از سال ۱۹۹۲ جورجیا به نامزد دموکرات ریاست جمهوری رأی داد. دموکرات‌های جنوبی امروزی شامل اندی بشیر فرماندار کنتاکی، جان بل ادواردز فرماندار لوئیزیانا ، روی کوپر فرماندار کارولینای شمالی، رلف نورنم فرماندار ویرجینیا، مارک وارنر و تیم کین سناتورهای ویرجینیا، رافائل وارناک و جان آساف از ویرجینیا و سناتور جو منشن از ویرجینیای غربی هستند.